# Takeshi Morishima
Takeshi Morishima (森嶋 猛 Morishima Takeshi) (Edogawa, 15 de outubro de 1978) é um lutador de wrestling profissional japonês, que atualmente trabalha na Pro Wrestling NOAH no Japão e lutou na Ring of Honor no passado. Ele é um antigo campeão mundial da ROH e atualmente é o Campeão Mundial de Pesos-Pesados da GHC e está em seu segundo reinado. Morishima atualmente mantém uma posição na Pro Wrestling NOAH de diretor.

## No wrestling
- Finishers
  - Amaze Impact  (Reverse chokeslam facebuster)[2]
  - Backdrop Driver (High-angle belly to back suplex)[2][4]
  - Lariat[2][4]

- Movimentos secundários
  - Cartwhell hip attack]] transicionado em um stinger splash[5]
  - Cobra clutch backbreaker[6]
  - Forearm club[6]
  - Scud Missile (Front Dropkick)[6]
  - Spinning side slam[4]
  - Suicide dive[6]

- Managers
  - Tony Atlas[4]

## Títulos e prêmios
- 3 Count Wrestling
  - 3CW Heavyweight Championship (1 vez)[7]
- Asistencia Asesoría y Administración
  - AAA World Tag Team Championship (1 vez) – com Taiji Ishimori[8]
- Cauliflower Alley Club
  - Future Legend Award (2007)[4]
- Pro Wrestling Illustrated
  - PWI o colocou na #10 posição dos 500 melhores wrestlers de 2007[9]
- Pro Wrestling Noah
  - GHC Heavyweight Championship (2 vezes, atual)[4]
  - GHC Tag Team Championship (4 vezes) – com Takeshi Rikio (1), Kensuke Sasaki (1) e Mohammed Yone (2)[10]
  - Global League Tournament (2011)
  - One Day Heavyweight Six Man Tag Team Tournament (2008) – com Mitsuharu Misawa e Mohammed Yone[11]
  - One Night Six Man Tag Tournament (2012) – com Kensuke Sasaki e Kento Miyahara
- Ring of Honor
  - ROH World Championship (1 vez)[4]
- Tokyo Sports Grand Prix
  - Fighting Spirit Award (2007)[9]
  - Outstanding Performance Award (2012)[12]
- World League Wrestling
  - WLW Heavyweight Championship (2 vezes)[10]
- Wrestling Observer Newsletter awards
  - Melhor Brawler (2007)
  - Luta do Ano (2007) vs. Bryan Danielson no ROH Manhattan Mayhem II em 25 de Agosto
  - Maior Surpresa (2006)